# Nickelodeon
Nickelodeon [ˌnɪkəˈloʊdiən] (in einigen Ländern Nick) ist ein privater Fernsehsender für Kinder. Der Name Nickelodeon ist der englischen Bezeichnung der ersten amerikanischen Kinos entlehnt, die wegen des Eintrittspreises von fünf Cent (= 1 Nickel) Nickelodeons  genannt wurden (Odeon, ursprünglich ein griechisches überdachtes Theater). Der Begriff Nickelodeon wurde auch für Jukeboxen und Pianolas verwendet, die durch Einwurf von Münzen betätigt wurden.
Weltweit gibt es rund 30 Ableger von Nickelodeon, unter anderem seit dem 12. September 2005 wieder in Deutschland, ein Jahr später auch in Österreich und 2009 wieder auch in der Schweiz.

## Vereinigte Staaten
Der Sender begann am 1. Dezember 1977, unter dem Namen Pinwheel (Windrad), sein Programm regional auszustrahlen. Ab dem 1. April 1979 war das Fernsehprogramm in den USA dann landesweit zu empfangen und wurde zeitgleich in Nickelodeon umbenannt. In der Anfangsphase Nickelodeons gab es keine Werbung, stattdessen waren kurze Clips zu sehen, in denen ein Pantomime Tricks vor einem schwarzen Hintergrund vorführte. Im Laufe der Jahre wurde Nickelodeon erfolgreicher, nicht zuletzt wegen der Nicktoons.
Nickelodeon produziert Zeichentrickserien (die sogenannten Nicktoons), Shows für Kinder und Realfilm-Serien (wie Zoey 101, Neds ultimativer Schulwahnsinn, Drake & Josh). Die Nickelodeon-Gruppe war ursprünglich in Besitz der Warner AMEX Satellite Entertainment Company (WASEC) und gehört heute zu Viacom International Media Networks, einer Tochtergesellschaft des US-amerikanischen Medienkonzerns Viacom.
2009 unterzog sich Nickelodeon einer Neuausrichtung. Infolgedessen wurde unter anderem der Sender The N in TeenNick umbenannt, Noggin wurde zu Nick Jr. und neue Logos wurden präsentiert.
Seit September 2009 gibt es, wie schon bei MTV, nur noch ein weltweites Senderdesign, welches auf allen Sendern in 172 Ländern unter dem Namen „Nickelodeon“ läuft. In den folgenden Monaten begann man weltweit, der Neuausrichtung zu folgen. Das weltweit gleiche bzw. ähnliche, aber immer wieder über die Jahre modernisierte Senderdesign gibt es bis heute (Stand: Juli 2023).
Zurzeit (Stand: August 2023) gibt es in den USA folgende Nickelodeon-Sender:
- Nickelodeon
- Nick at Nite (abends auf demselben Programmplatz wie Nickelodeon)
- TeenNick (bis September 2009: The N)
- Nick Jr. (bis September 2009: Noggin)
- Nicktoons
- Nick Music

### Logos
Das erste Logo von Nickelodeon übernahm die Schriftart vom Pinwheel-Logo, alle weiteren Logos waren völlige Neukonzeptionen. Prägend für den Erfolg von Nickelodeon war das bunte „Splash“-Logo, das rund 25 Jahre in verschiedensten Versionen rund um den Globus im Einsatz war. 2009 wurde dieses ersetzt. Das Logo von 2017 zeigte aufgrund der Umbenennung nur noch den Schriftzug Nick. In etwas abgewandelter Form ist das „Splash-Logo“ seit 2023 wieder im Einsatz.

#### Nickelodeon

Logo von 1979 bis 1981
Logo von 1981 bis 1984
Logo von 1984 bis 2009
Logo von 2009 bis 2017
Logo von 2017 bis 2023
Logo seit 2023

#### Schwestersender
Alle dargestellten Logos sind seit dem 28. September 2009 im Einsatz. Das Nick-at-Nite-Logo hatte bis 2012 eine andere Farbgebung.

Logo von Nick Jr.
Logo von Nick 2
Logo von TeenNick
Logo von Nicktoons
Logo von Nick at Nite
Logo von Nick Music

Weitere Logos sind in den Artikel zu Nick Jr. Deutschland, TEENick, The N, Nicktoons, Nick at Nite und Nicknight zu finden.

## Europa

### Deutscher Sprachraum

#### Deutschland

Altes Logo vom eingestellten Nickelodeon Deutschland (1995–1998)

In Deutschland wurde vom 5. Juli 1995 bis zum 31. Mai 1998 das Programm Nickelodeon angeboten. Am 12. September 2005 startete Nickelodeon unter dem Namen Nick wieder auf dem deutschen Fernsehmarkt. Im Zuge der Etablierung des neuen Senderdesigns 2009 firmiert auch Nick nach dem 31. März 2010 wieder unter dem Namen Nickelodeon und übernahm das international einheitliche Logo. Ab dem 28. Juni 2017 verwendet der Sender wieder Nick als Namen für das Programm und Logo.
Weiterhin gibt es die Pay-TV-Ableger Nicktoons (bis März 2010: Nick Premium) sowie seit dem 31. März 2009 Nick Jr.
Seit Mai 2011 sendet Nick HD im T-Home-Entertain-Paket und via Vodafone TV als HD-Simulcast-Version.
Seit dem 1. Oktober 2014 war Nick wieder 24 Stunden am Tag zu sehen. Comedy Central teilte sich vom 8. September 2014 bis zum 31. Dezember 2018 den Sendeplatz mit VIVA und bekam nach dessen Auflösung einen eigenen Programmplatz.
Vom 1. November 2018 bis 28. Februar 2021 teilte sich der Deutsche Ableger wieder den Sendeplatz mit einem Schwesterprogramm, dieses Mal mit MTV+.
Seit dem 4. Februar 2019 wird auf das Programmfenster von Nick Jr. verzichtet. Somit sendet Nick von 1:00 Uhr bis 20:15 Uhr durchweg.
Am 1. März 2021 wurde die Programmschiene MTV+ durch Comedy Central +1 ersetzt. Comedy Central +1 zeigt das Comedy Central-Programm um eine Stunde zeitversetzt. Im Gegensatz zum MTV-Programm endet das Fenster des Comedy Central-Programms bereits um 1:00 Uhr nachts, die restliche Zeit bis 20:15 Uhr übernimmt wieder Nick.
Seit dem 1. August 2023 sendet man wieder unter dem Namen Nickelodeon.

#### Österreich

Logo des österreichischen Ablegers

Am 1. Juni 2006 startete über Astra Digital und UPC Kabel bzw. Digital TV Nick Austria (damals nur: NICK).
Dieser Sender sendete ein Programm, das beinahe identisch mit dem von Nick Deutschland war und unterschied sich nur durch Österreich-spezifische Werbung sowie teils anderen Ausstrahlungszeiten von der Deutschland-Version. Inzwischen wird das Programm vom Schweizer Ableger übernommen und durch österreichische Werbung unterbrochen.
Vom 1. Januar 2011 bis 30. September 2014 teilte sich Nickelodeon Austria den Sendeplatz mit Comedy Central. Um 20:15 Uhr wurde das Nick-Programm beendet und Comedy Central übernahm die Frequenz bis 5:45 Uhr morgens. Inzwischen sendet Nick 24 Stunden am Tag, ab 21:00 Uhr wird Nicknight ausgestrahlt.
Von 2006 bis 2010 hatte VIVA Austria den Sendeplatz von 19:00 bis 6:00 Uhr bespielt.
Das internationale Logo wurde ab dem 13. August 2012 mit dem Zusatz Austria versehen.
Zum 30. Juni 2025 wurde der Sendebetrieb eingestellt.

#### Schweiz

Logo des schweizerischen Ablegers

Am 28. September 1998 startete auf dem öffentlich-rechtlichen Schweizer TV-Sender SF2 zunächst ein Nickelodeon-Programmfenster, in welchem zahlreiche Serien und sonstige Restbestände des Nickelodeon-Programms aus Deutschland übernommen wurden. Nach 5 Jahren Sendezeit beschloss SF DRS, den Vertrag mit Nickelodeon nicht mehr weiterzuführen; das Programmfenster wurde Ende September 2003 fortan durch Junior von EM.TV und Anfang 2007 durch SF tubii und SF tubii tv ersetzt. Vom 1. April 2009 bis 1. Januar 2011 wurde Nick Schweiz von 5:00 bis 20:15 Uhr über die Frequenzen von VIVA Schweiz ausgestrahlt. Entsprechend der europaweiten Angleichung der Viacom-Marken an die US-Vorlagen übernahm auch der Schweizer Ableger per 1. April 2010 die vollständige Bezeichnung Nickelodeon und per 1. Januar 2011 die Frequenzteilung mit Comedy Central.
Seit dem 1. Oktober 2014 sendet auch der schweizerische Ableger 24 Stunden am Tag und ist seit dem 28. Juni 2017 wieder als Nick On-Air.

### Niederländischer Sprachraum

#### Niederlande
Am 1. September 2002 übernahm Nickelodeon in den Niederlanden den Sendeplatz des ehemaligen niederländischen Kindersenders Kindernet. Anfangs teilte sich Nickelodeon Nederland den Kanalplatz mit dem Privatsender Veronica. Als dieser Sender eingestellt wurde, sendete Nickelodeon in den Niederlanden vorerst rund um die Uhr. 2005 musste Nickelodeon seine Sendezeit erneut auf den Zeitraum 6:00 bis 18:00 Uhr einschränken, da man sich nun einen Kanal mit dem neugegründeten Privatsender Talpa teilen musste. Von Dezember 2006 bis zum 14. Februar 2011 sendete Nickelodeon Nederland wieder von 5:00 bis 20:00 Uhr und teilte sich einen Kanal mit dem Comedy-Sender Comedy Central. Seit dem 14. Februar 2011 sendet man ab 21:00 Uhr die Abendschiene TeenNick. Nickelodeon Nederland selbst zeigt neben bekannten Zeichentrickserien auch einige sehr erfolgreiche Eigenproduktionen und amerikanische Real-Life-Serien. Seit April 2012 sendet Nickelodeon Nederland auch in HD.

#### Flandern
Am 1. April 2003 startete Nickelodeon in Flandern. Anfangs handelte es sich um die gleiche Version, die in den Niederlanden ausgestrahlt wurde. Im Sommer 2009 startete man jedoch eigene Sendungen und begann das Programm und die Werbung in flämisch zu zeigen. Gesendet wurde täglich von 6:00 Uhr bis 18:00 Uhr (später: 5:00 bis 20:00 Uhr), die restliche Zeit sendete MTV Vlaanderen. Am 4. Oktober 2011 bekam Nickelodeon Vlaanderen einen eigenen Sendeplatz, zwischen dem 4. Oktober 2011 und dem 5. November 2012 startete TeenNick in Flandern eine Stunde früher als in den Niederlanden (um 20:00 Uhr statt 21:00 Uhr). In Flandern existiert, im Gegensatz zu den Niederlanden keine HD-Version des Senders.

### Vereinigtes Königreich

Logo von Nick Jr. Too

Nickelodeon UK & Ireland startete sein Programm am 1. September 1993. Nickelodeon UK & Ireland zeigt in seinem Programm keine Nick-Jr.-Sendungen, die alle auf zwei eigenen Sendern, namentlich Nick Jr. UK & Ireland und Nick Jr. Too, ausgestrahlt werden. Der Großteil des Programms besteht aus Realfilmserien wie Drake & Josh, Zoey 101, iCarly und Genie in the House. Hinzu kommen die sogenannten NICKtoons wie SpongeBob Schwammkopf und Mighty B sowie weitere hinzugekaufte Trickserien. Zum 15. Februar 2010 führte Nickelodeon UK ein Rebranding durch und trägt seitdem auch das bereits in den USA eingeführte neue Logo.

### Frankreich
Nickelodeon Frankreich startete am 16. November 2005 und ist über Kabel, Satellit und ADSL empfangbar. Das reguläre 24-Stunden-Programm startete jedoch erst am 4. September 2006, derzeit sendet man allerdings nur zwischen 6:00 Uhr und 0:00 Uhr.
Der Slogan vom französischen Sender hieß lange Zeit „Splash La Télé“ (dt. „Das Fernsehen bespritzen“), da das Logo des Öfteren gegen den Bildschirm „geklatscht“ wurde und somit aussah wie eine Pfütze. Seit 2010 sendet Nickelodeon France mit dem neuen Logo.
Der Schwestersender Nickelodeon Junior hat als einziger Nick-Jr.-Ableger das ausgeschriebene Nickelodeon sowie Junior.
In der Sendung Dora wird – wie im Original – spielerisch Spanisch gelehrt.
Der Sitz des Senders ist in Paris.

### Skandinavien
In Schweden, Dänemark und Norwegen empfängt man seit 1996 per Satellit, Kabel und ADSL Nickelodeon.
Einige der populärsten Sendungen sind SpongeBob Schwammkopf, Gruselschule, Rugrats, Dora und Rockos modernes Leben.
In Finnland startete der Sender am 1. September 2007 sein Programm und ist auch dort per Satellit und Kabel empfangbar.
Inzwischen sind landeseigene Versionen von Nickelodeon in Schweden (ab 18. Juni 2006), Finnland und Dänemark (ab 15. März 2008) gestartet. Während der skandinavische Ableger in Schweden auf allen Empfangswegen durch die schwedische Version ersetzt wurde, kann die skandinavische Version noch in Dänemark und Finnland über Satellit empfangen werden. In Norwegen strahlt man die Version für ganz Skandinavien mit norwegischer Werbung aus.

### Andere europäische Länder
- Kroatien hatte von November 1997 bis Dezember 2011 sein eigenes Nickelodeon-Fenster, seit dem 14. Dezember 2011 sendet Nickelodeon Hrvatska 24 Stunden am Tag.
- Nickelodeon sendet in Italien seit dem 1. November 2004.
- Irland hat seit 2004 sein eigenes Nickelodeon. Dabei handelt es sich um den Sender Nickelodeon UK & Ireland, der mit irischen Werbespots ausgestrahlt wird.
- In Portugal ging Nickelodeon am 1. Juni 2005 erstmals auf Sendung.
- Seit dem 10. Juli 2008 kann man Nickelodeon auch in Polen empfangen.
- In der Türkei gelangt Nickelodeon seit dem 10. Dezember 1997 verschlüsselt in die Haushalte. Auf dem türkischen Free-TV-Sender CNBC-e wird an Wochenenden ein Nickelodeon-Fenster ausgestrahlt. Zwischen dem 31. August 2011 und 1. März 2012 gab es in der Türkei nur Nickelodeon Europe zu sehen, da die türkische Version eingestellt worden war.
- In Moldawien und Russland gibt es seit dem 15. November 1998 Nickelodeon auf Russisch. Wie die Situation in anderen GUS-Staaten aussieht, ist nicht bekannt.
- Seit dem 3. September 2010 gibt es auch Nickelodeon in Griechenland.

## Weltweit
- Das australische Nickelodeon sendet seit dem 23. Oktober 1995 und verwendet als erste Station das neue Logo.
- Nickelodeon sendet in Lateinamerika seit dem 20. Dezember 1996.
- In China startete Nickelodeon am 1. September 1997.
- Japan startete sein Nickelodeon im November 1998 und stellte den Sendebetrieb am 30. September 2009 ein. Am 30. Januar 2018 wurde Nickelodeon in Japan bis zum 31. Januar 2022 weiter gesendet.
- In Indien gibt es seit dem 23. April 2001 Nickelodeon als 24-Stunden-Kanal auf Hindi sowie Englisch.
- Seit Juli 2003 gibt es auch in Israel Nickelodeon.
- Am 1. August 2005 startete Nickelodeon in Südkorea.
- Neuseeland hatte ab dem 29. Juli 2006 sein eigenes Nickelodeon und sendete 24 Stunden. Der Sender wurde durch Nickelodeon Australia, welches seit dem 1. Dezember 2010 mit neuseeländischen Werbespots auch dort übertragen wird, ersetzt.
- Nickelodeon Pakistan bzw. Nick Ary startete am 20. November 2006.
- Am 1. Juli 2008 ging Nickelodeon Africa auf der DStv-Multichoice-Plattform auf Sendung und ist in den Ländern von Subsahara-Afrika empfangbar.
- Nickelodeon Canada sendet seit dem 2. November 2009. Seit Anfang an wird das neue Logo verwendet.

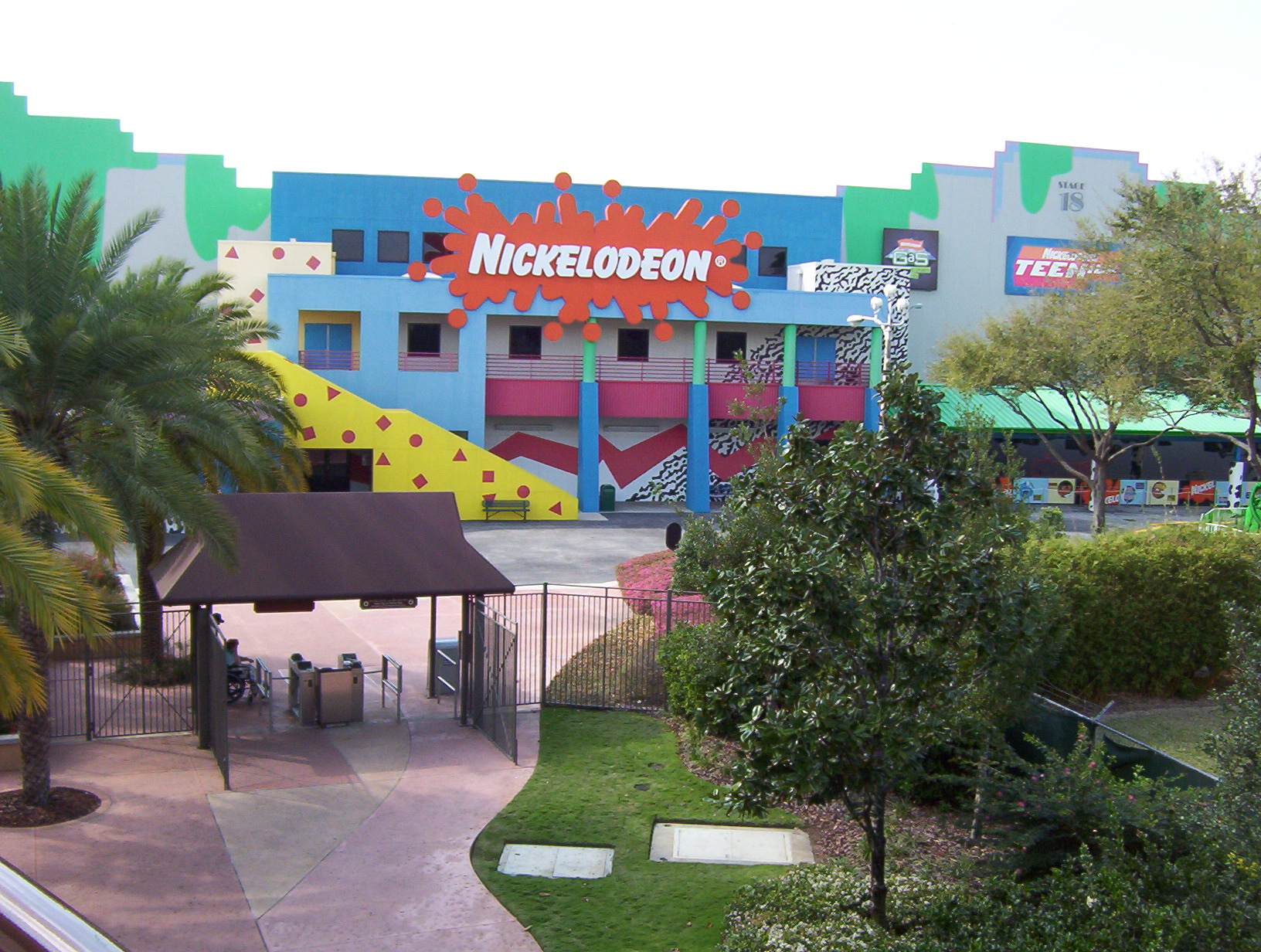
Nickelodeon Studios in Florida

## Nickelodeon Studios
Die Nickelodeon Studios waren eine beliebte Attraktion des Universal Studios Florida Themenparks in Orlando, Florida. Sie wurden am 7. Juni 1990 eröffnet und am 30. April 2005 geschlossen, da die Studios nach Burbank, Kalifornien, verlegt wurden. Es wurden viele Serien wie zum Beispiel Kenan & Kel und Clarissa mit Publikum in diesen Studios gedreht.

## Eigenproduktionen
Die Daten beziehen sich auf die amerikanische Erstausstrahlung bzw. Filmpremiere.

### Animations-Serien (Nicktoons)
1990er Jahre:
- 1991–1994: Doug
- 1991–2003: Rugrats
- 1991–1995: Ren und Stimpy (Ren and Stimpy)
- 1993–1996: Rockos modernes Leben (Rocko’s Modern Life)
- 1994–1998: Aaahh!!! Monster (Aaahh!!! Real Monsters)
- 1996–2000: KaBlam!
- 1996–2000: Hey Arnold!
- 1997–2001: Die Biber Brüder (The Angry Beavers)
- 1997: Action League
- 1998: Expedition der Stachelbeeren (The Wild Thornberries)
- 1998: Oh Yeah! Cartoons
- 1998: CatDog
- seit 1999: SpongeBob Schwammkopf (SpongeBob SquarePants)
- 1999: Rocket Power

2000er Jahre:
- 2000: Pelswick*
- 2000: Gingers Welt (As Told By Ginger)
- 2001: Invader Zim
- 2001–2017: Cosmo und Wanda – Wenn Elfen helfen (The Fairly OddParents)
- 2002: Chalk Zone – Die Zauberkreide (Chalk Zone)
- 2002: Jimmy Neutron (The Adventures of Jimmy Neutron: Boy Genius)
- 2003: All Grown Up – Fast erwachsen (Spin-off der Rugrats)
- 2003: Teenage Robot (My Life as a Teenage Robot)
- 2003: Yakkity Yak
- 2004: Nicktoons Film Festival*
- 2004: 6Teen*
- 2004: Danny Phantom
- 2005: Angelica and Susie’s Pre-School Daze* (Ableger der Rugrats)
- 2005: Avatar – Der Herr der Elemente (Avatar: The Last Airbender)
- 2005: Diese Buxen Räuber (Those Scurvy Rascals)
- 2005: Katzekratz (Catscratch)
- 2005: Familie X – In geheimer Mission (The X´s)
- 2005: Kappa Mikey
- 2006: Random Cartoons*
- 2006: Lila und Braun (Purple and Brown)
- 2007: El Tigre: The Adventures of Manny Rivera
- 2007: Shorts in a Bunch*
- 2007: Tak und die Macht des Juju (Tak and the Power of Juju)
- 2007: Edgar & Ellen*
- 2007: Barnyard der tierisch verrückte Bauernhof (Back at the Barnyard)
- 2008: Ricky Sprocket (Ricky Sprocket: Showbiz Boy)
- 2008: Speed Racer: The Next Generation*
- 2008: Mighty B! Hier kommt Bessie (Mighty B)
- 2008: Making Fiends*
- 2008: Three Delivery*
- 2008: Wolverine and the X-Men*
- 2009: Die Pinguine aus Madagascar (The Penguins of Madagascar)
- 2009: Iron Man – Die Zukunft beginnt (Iron Man: Armored Adventures)
- 2010: Fanboy & Chum Chum
- 2010: Planet Max (Planet Sheen)
- 2010: T.U.F.F. Puppy
- 2011: Kung Fu Panda (Kung Fu Panda: Legends of Awesomeness)
- 2012: Die Legende von Korra (The Legend of Korra)
- 2012: Teenage Mutant Ninja Turtles
- 2013: Sanjay & Craig
- 2014: Die Brot-Piloten (Breadwinners)
- 2016: Willkommen bei den Louds (The Loud House)
- 2018: Der Aufstieg der Teenage Mutant Ninja Turtles (Rise of the Teenage Mutant Ninja Turtles)
- 2019: Regenbogen Schmetterling Einhorn Kitty (Rainbow Butterfly Unicorn Kitty)
- 2019: Die Casagrandes (The Casagrandes)
- 2020: Das ist Pony! (It’s Pony)
- 2024: Schere, Stein, Papier "(Rock, Paper, Scissors)"

### Nick Jr.
1990er Jahre:
- 1977: Pinwheel*
- 1989: Walburgas Zauberschloss* (Eureeka’s Castle)
- 1993: Egons bunte Welt** (The Busy World of Richard Scarry)
- 1994: Gullah Gullah Island*
- 1994: Papa Beaver’s Storytime*
- 1994: Allegras Freunde (Allegras Window)
- 1996: Blue’s Clues – Blau und schlau (Blues Clues)
- 1996: The Wubbulous World of Dr. Seuss*
- 1996: Der kleine Bär** (Little Bear)
- 1999: Little Bill*
- 1999: Mausi Maus** (Maisy Mouse)

2000er Jahre:
- 2000: Dora (Dora the Explorer)
- 2001: Oswald Oktopus** (Oswald)
- 2002: Max & Ruby
- 2004: Backyardigans – Die Hinterhofzwerge (Backyardigans)
- 2004: Miss Spider (Miss Spider’s Sunny Patch Friends)
- 2004: Blue’s Room* (Ableger von Blue’s Clues – Blau und schlau)
- 2004: Kochen mit Luis (Cooking for Kids with Luis)
- 2005: Diego (Go, Diego, Go)
- 2006: Wow! Wow! Wubbzy!**
- 2006: Wonder Pets!
- 2007: Yo Gabba Gabba!*
- 2008: Ni hao, Kai-lan
- 2009: Olivia*
- 2011: Bubble Guppies
- 2013: PAW Patrol
- 2013: Blaze und die Monster-Maschinen (Blaze and the Monster Machines)
- 2015: Shimmer und Shine (Shimmer and Shine)
- 2017: Nella, die Ritterprinzessin (Nella the Princess Knight)
- 2017: Sunny Day
- 2018: Butterbean’s Café

### Realfilmserien

#### Derzeitige Serien
- seit 2015: Spotlight
- seit 2017: Das Geheimnis der Hunters (Hunter Street)
- seit 2018: Cousins fürs Leben (Cousins for Life)
- seit 2018: NOOBees
- seit 2019: All That
- seit 2020: Danger Force
- seit 2020: Side Hustle
- seit 2020: The Astronauts
- seit 2021: Goldie’s Oldies

#### Frühere Serien
- 1991–1994: Clarissa (Clarissa Explains it all)
- 1991–1996, 1999–2000: Grusel, Grauen, Gänsehaut (Are you Afraid of the Dark?)
- 1993–1996: Pete & Pete (The Adventures of Pete & Pete)
- 1994–1998: Was ist los mit Alex Mack? (The Secret World Of Alex Mack)
- 1994–2005: All That*
- 1996–2000: Kenan & Kel
- 1996–1998: The Mystery Files of Shelby Woo*
- 1998–2000: Animorphs*
- 1998–2003: Cousin Skeeter*
- 1999–2002: 100 gute Hundetaten (100 Deeds for Eddie McDowd)
- 1999–2002: The Amanda Show*
- 2000–2004: The Brother’s Garcia**
- 2000–2002: Catilin** (Catilin’s Way)
- 2001–2002: Taina*
- 2002–2003: The Nick Cannon Show*
- 2003–2006: Romeo!*
- 2004–2007: Drake & Josh
- 2004–2007: Unfabulous
- 2004–2007: Neds ultimativer Schulwahnsinn (Ned’s Declassified School Survival Guide)
- 2005–2008: Zoey 101
- 2006: Just for Kicks*
- 2006–2009: Genie in the House
- 2006: Mr Meaty*
- 2007–2008: Just Jordan*
- 2007–2009: Naked Brothers Band
- 2007, 2010: Nick Talent
- 2007–2012: iCarly
- 2008: Die Torpiraten
- 2008: Dance on Sunset*
- 2008–2011: True Jackson (True Jackson, VP)
- 2009–2011: Troop – Die Monsterjäger (The Troop)
- 2009–2013: Big Time Rush
- 2010–2013: Victorious
- 2011–2012: House of Anubis
- 2011–2013: Supah Ninjas
- 2011–2012: Power Rangers Samurai
- 2011–2012: Bucket & Skinner (Bucket & Skinner’s Epic Adventures)
- 2012: Fred: The Show
- 2012: How to Rock
- 2012–2013: Marvin Marvin
- 2013: Wendell & Vinnie
- 2013–2014: Sam & Cat
- 2013–2015: Power Rangers Megaforce
- 2013–2015: Voll Vergeistert (The Haunted Hathaways)
- 2013–2018: Die Thundermans (The Thundersmans)
- 2014–2015: Every Witch Way
- 2014–2016: 100 Dinge bis zur Highschool (100 Things to Do Before High School)
- 2014–2016: Max & Shred
- 2014–2018: Nicky, Ricky, Dicky & Dawn
- 2014–2020: Henry Danger
- 2015: Talia in the Kitchen
- 2015: Magie Akademie (WITS Academy)
- 2015–2016: Make It Pop
- 2015–2016: Bella and the Bulldogs
- 2015–2016: Power Rangers Dino Charge
- 2015–2019: Game Shakers
- 2016: Das Königreich der Anderen (The Other Kingdom)
- 2016: Legendary Dudas
- 2016–2018: School of Rock
- 2016–2017: Ride-Mit Herz und Huf
- 2017–2018: I Am Frankie
- 2018–2019: Knight Squad

### Nick at Nite-Produktionen
- See Dad Run (2012–2015)
- Instant Mom (2013–2015)

### Filme

#### Fernsehfilme
2000er Jahre:
- 2000: Cry Baby Lane
- 2003: Abra Katastropha (The Fairly OddParents: Abra-Catastrophe)
- 2005: The Naked Brothers Band: Der Film (The Naked Brothers Band: The Movie)
- 2006: Zoey 101: Frühlingsschmerz (Zoey 101: Spring Break-Up)
- 2006: Drake & Josh unterwegs nach Hollywood (Drake and Josh go Hollywood)
- 2007: Deckname Shredderman (Shredderman Rules)
- 2007: Unfabulous: Ausflug mit Hindernissen (Unfabulous: The Perfect Moment)
- 2007: Unfabulous: Im Auge des Sturms (Unfabulous: The Best Trip Ever)
- 2007: Ein verhexter Sommertag
- 2007: Zoey 101: Fluch der PCA (Zoey 101: The Curse of PCA)
- 2007: Zoey 101: Auf Wiedersehen Zoey (Zoey 101: Goodbye Zoey?)
- 2007: Drake & Josh: Die Riesengarnele (Drake & Josh: Really Big Shrimp)
- 2007: Überlebenstipps für Ausflüge, Erlaubnisscheine, Zeichen & Wiesel (Film zu Ned’s ultimativer Schulwahnsinn)
- 2008: Zoey 101: Zoey auf der Suche (Zoey 101: Chasing Zoey)
- 2008: Fröhliche Weihnachten, Drake & Josh (Merry Christmas, Drake & Josh)
- 2008: iCarly: Trouble in Tokio
- 2008: True Jackson: True wird getestet
- 2009: Spectacular!
- 2009: iCarly: Vier Fäuste für iCarly
- 2009: iCarly: Böse Verliebt, siehe iCarly#Filme/Specials
- 2009: iCarly: Schluss mit lustig, siehe iCarly#Filme/Specials
- 2010: Fred: The Movie
- 2010: Werwolf wider Willen (The Boy Who Cried Werewolf)
- 2011: Best Player
- 2011: Power Rangers Samurai: Clash of the Red Rangers
- 2011: iCarly: Party mit Victorious
- 2011: Ein Cosmo & Wanda Movie: Werd’ erwachsen Timmy Turner!
- 2011: Fred 2: Night of the Living Fred
- 2012: Big Time Movie
- 2012: Rags
- 2012: Fred 3: Camp Fred
- 2012: iCarly: Ciao Carly
- 2012: Cosmo & Wanda – Ziemlich verrückte Weihnachten
- 2013: Nicky Deuce
- 2013: Der große Schwindel
- 2013: Verflixt! – Murphys Gesetz
- 2014: Terry the Tomboy*
- 2014: Cosmo & Wanda: Auwei Hawaii*
- 2015: Die Chaos Kreuzfahrt
- 2015: Ein Adam kommt selten allein
- 2015: Lügen haben spitze Zähne
- 2016: Rufus
- 2017: Rufus 2
- 2017: Hey Arnold! Der Dschungelfilm (Hey Arnold!: The Jungle Movie)
- 2018: Blurt – Voll verplappert
- 2019: Bixler High Private Eye

#### Kinofilme
Die Kinofilme, die gemeinhin als „Nickelodeon“-Filme bezeichnet werden, werden nicht vom Fernseh-Network selbst produziert, sondern von dem Unternehmen Nickelodeon Movies, das ebenfalls zu ViacomCBS gehört.

### „Kids Choice Awards“
Die Nickelodeon Kids Choice Awards sind eine Preisgala, bei der die „Nickelodeon Award“ in mehreren Kategorien vergeben werden. Zu den Preisklassen zählen „Niedlichstes Paar“, „Beste Band“ und „Big Help Award“. Bestandteil der Show ist das Beschütten der Preisträger mit grünem Schleim.
Die Preisträger werden durch eine Abstimmung im Internet ermittelt. Seit 2018 gibt es auch exklusive Kids Choice Awards für Deutschland, Österreich und die Schweiz. Die internationalen Kids Choice Awards werden in diesen Ländern jedoch trotzdem Übertragen.

### Andere Medien
- seit 1993: Nickelodeon Magazine